# فرناندو پرس
فرناندو پرس (پرتغالی: Fernando Peres; ۸ ژانویهٔ ۱۹۴۳ – ۱۰ فوریهٔ ۲۰۱۹) بازیکن و مربی فوتبال اهل پرتغال بود.
از باشگاه‌هایی که در آن بازی کرده‌است می‌توان به باشگاه فوتبال اسپورتینگ، باشگاه فوتبال پورتو، باشگاه فوتبال آکادمیکا، باشگاه ورزشی واسکو دوگاما، و باشگاه فوتبال بلننسس اشاره کرد.
وی همچنین در تیم ملی فوتبال پرتغال بازی کرده‌است.